# Mavinga
Mavinga ist eine Kleinstadt (Vila) und ein Kreis (Município) im Südosten Angolas. Sie ist die Hauptstadt der Provinz Cuando und grenzt im Westen an die Provinz Cubango.